# Omul din întuneric
Omul din întuneric (titlu original: Don't Breathe) este un film american din 2016 regizat de Fede Alvarez. Este creat în genurile film de groază, thriller. Rolurile principale au fost interpretate de actorii Jane Levy, Franciska Töröcsik, Emma Bercovici, Dylan Minnette, Stephen Lang și Daniel Zovatto. Scenariul este scris de Fede Álvarez și Rodo Sayagues pe baza unei povestiri a lui Álvarez. Filmul prezntă trei prieteni care sunt prinși în interiorul casei unui orb, în timp ce încearcă să-l jefuiască.

## Distribuție
- Jane Levy - Rocky
- Stephen Lang - Norman Nordstrom/ Omul orb[8]
- Dylan Minnette - Alex[9]
- Daniel Zovatto - Money[10]
- Franciska Törőcsik - Cindy Roberts
- Emma Bercovici - Diddy
- Christian Zagia - Raul[11]
- Katia Bokor - Ginger
- Sergej Onopko -  Trevor

## Producție
Filmările au fost realizate de Ghost House Pictures și Good Universe. Cheltuielile de producție s-au ridicat la 9,9 milioane $.

## Lansare și primire
A avut încasări de 157,1 milioane $.
A fost nominalizat la Premiul Empire pentru cel mai bun film de groază.

### Premii
| Premiul                                    | Data ceremoniei   | Categorie                        | Primitor(i)   | Rezultat     | Ref.   |
| ------------------------------------------ | ----------------- | -------------------------------- | ------------- | ------------ | ------ |
| Critics Choice Awards                      | 11 decembrie 2016 | Best Sci-Fi/Horror Movie         | Don't Breathe | Nominalizare | [ 12 ] |
| Empire Awards                              | 19 martie 2017    | Best Horror                      | Don't Breathe | Nominalizare | [ 13 ] |
| Fangoria Chainsaw Awards                   | 2 octombrie 2017  | Best Film                        | Don't Breathe | Nominalizare | [ 14 ] |
| Fangoria Chainsaw Awards                   | 2 octombrie 2017  | Best Supporting Actor            | Stephen Lang  | Câștigat     | [ 14 ] |
| Saturn Awards                              | 28 iunie 2017     | Best Horror Film                 | Don't Breathe | Câștigat     | [ 15 ] |
| St. Louis Gateway Film Critics Association | 18 decembrie 2016 | Best Horror/Science-Fiction Film | Don't Breathe | Nominalizare | [ 16 ] |